# Hugo, Colorado
Hugo är administrativ huvudort i Lincoln County i Colorado. Enligt 2010 års folkräkning hade orten 730 invånare.